# NGC 3667
NGC 3667 (ook: NGC 3667A) is een spiraalvormig sterrenstelsel in het sterrenbeeld Beker. Het hemelobject werd op 27 maart 1786 ontdekt door de Duits-Britse astronoom William Herschel.

## Synoniemen
- MCG -2-29-25
- NPM1G -13.0324
- PGC 35028